# Бойд, Леон (футболист)
Леон Бойд (англ. Leon Philip Boyd; род. 5 декабря 2005, Белфаст) — североирландский футболист, нападающий клуба «Гленторан».
Играл за молодёжную команду «Линфилда». В июне 2021 года дебютировал в сборной Северной Ирландии среди игроков до 17 лет в матче против Уэльса (3:0). Во время предсезонной подготовки находился в стане главной команды «Линфилда». В октябрьских матчах отборочного турнира чемпионата Европы U-17 забил первый мяч за сборную команду U-17 в матче против албанцев.
В феврале 2023 года подписал контракт с «Глентораном». За главную команду «Гленторана» первый матч провёл 20 июля 2023 года в квалификации Лиги конференций: в ответном матче первого раунда против мальтийской «Гзиры Юнайтед» вышел на замену в дополнительное время, на 97-й минуте, вместо Дэра О’Коннора. Исход противостояния решался в затянувшейся серии послематчевых пенальти, и нереализованный Бойдом одиннадцатиметровый (вратарь соперника Дэвид Кассар отразил удар) оказался решающим («Гзира» победила по пенальти со счётом 14:13).
2 сентября 2023 года дебютировал в североирландском премьершипе, заменив на 89-й минуте Дэра О’Коннора в матче против «Клифтонвилла» (1:0).